# تاتول أفويان
تاتول فرونزيكي أفويان (من مواليد 20 آب 1964) هو مغني رابيز أرمني.

## سيرة
تخرج أفويان من كلية رومانوس ميليكيان الموسيقية. يُعرف بشكل خاص بأغانيه الناجحة مثل "Papik Em Dartsel" التي يؤديها مع هايك غيفوندیان وأغنيته الشهيرة "Im Axperes" (إيم أكبيريس).
كان والد أفويان، فرونز أفويان، أحد الفنانين الرائدين في نوع الرابيز، بينما يُعتبر إخوته أشوت وسامفيل وسيروب أيضًا موسيقيين بارعين.

## ديسكوغرافيا
- دارناتسيل أيس أشخير (1992)
- كيم أوزوم (1995)
- ييرازنر (1996)
- سيرو يراز (1997)
- تاتول وهوفو (1997)
- أفضل ما في تاتول (1998)
- أسدفادز إم (1998)
- كيغدز أشخار (1999)
- غاغتني منا (2000)
- تاتول وهوفو "2000" (2001)
- تاتول وهوفو "نوريتز مينك" (2003)
- أيسور يف ميشد (2003)
- تاتول ونجوم (2004)
- تاتول، آنا، أرمين، كوجي "لايف: المجلد 1" (2004)
- تاتول، آنا، أرمين، كوجي "لايف: المجلد. 2" (2004)
- حفل موسيقي حي في يريفان (2004)
- تاتول وفيلي "نعم يو دو" (2007)
- تاتول وهايكو "مباشر" (2007)
- حفل موسيقي حي في اليونان (2008)
- الحنين: حفلة موسيقية حية (2008)
- واحد فقط (2011)
- المجموعة الذهبية (2012)
- The Legacy Continues [مجموعة من قرصين مضغوطين] (ألبوم غير منشور)

## أغاني فردية
- Du Es Du (Dj Hye FX Remix) - Single (2021)
- إمنيس (بمشاركة دي جي دافو) - أغنية فردية (2018)
- مولور مولور (الفذ. لوزين جريجوريان) - Single (2018)
- أمان أمان (بمشاركة دي جي دافو وإريك شين) - أغنية فردية (2017)
- Che Chem Karogh (fet. Dj Davo) - Single (2017)
- هيرال (الفذ دي جي دافو) - Single (2017)
- Zangum Em (fet. Dj Davo) - Single (2017)
- Yeraz E Na (feat. Dj Davo) - Single (2016)
- جانا جانا (الفذ. سبيتاكسي هايكو ودي جي دافو) - Single (2016)
- قمر قمر (الفذ دي جي دافو) - Single (2016)
- نا نا نا (الفذ. سوبر ساكو) - Single (2016)
- شنورهافور (بمشاركة دي جي دافو) - أغنية فردية (2015)
- Im Balik (fet. Spitakci Hayko) - Single (2015)
- هيرانام (الفذ دي جي دافو) - Single (2013)
- Imanam Imanam (fet. Lusine Grigoryan) - Single (2013)
- ديمانام ديمانام (الفذ. ساكو هاروتيونيان) - Single (2013)
- دعونا نعود... (بمشاركة سوبر ساكو) - أغنية فردية (2012)
- مي كيش زاماناك (مباشر) - Single (2012)
- آمين أو إم سباسوم - أغنية فردية (2012)
- فارديري تاجوهي إس (الفذ. بوجاك) - Single (2011)
- هافاتام (الفذ. سوبر ساكو) - Single (2010)
- يرزنر (الفذ. أرسين هايرابتيان) - سينجل (2009)
- باندوخت (الفذ. سينو) - Single (2009)
- تسنوجي سربوتيون (الفذ هوفيك أفيتيسيان) - سينجل (2009)
- يكاف أنوش جاروني - Single (2002)
- Anitsum Em Ays Ashkhare (fet. Grisha Aghakhanyan) - Single (2000)
- جوتاك (بمشاركة أفون ماسوميان) - أغنية فردية (1999)